# Chenillé-Champteussé
Chenillé-Champteussé – gmina we Francji, w regionie Kraj Loary, w departamencie Maine i Loara. W 2013 roku liczba ludności wynosiła 368 mieszkańców.
Gmina została utworzona 1 stycznia 2016 roku z połączenia dwóch wcześniejszych gmin: Champteussé-sur-Baconne oraz Chenillé-Changé. Siedzibą gminy została miejscowość Champteussé-sur-Baconne.